# Вільяльба-де-лос-Баррос
Вільяльба-де-лос-Баррос (ісп. Villalba de los Barros) — муніципалітет в Іспанії, у складі автономної спільноти Естремадура, у провінції Бадахос. Населення — 1638 осіб (2010).
Муніципалітет розташований на відстані близько 310 км на південний захід від Мадрида, 50 км на південний схід від Бадахоса.

## Демографія
Динаміка населення (INE ):

## Галерея зображень

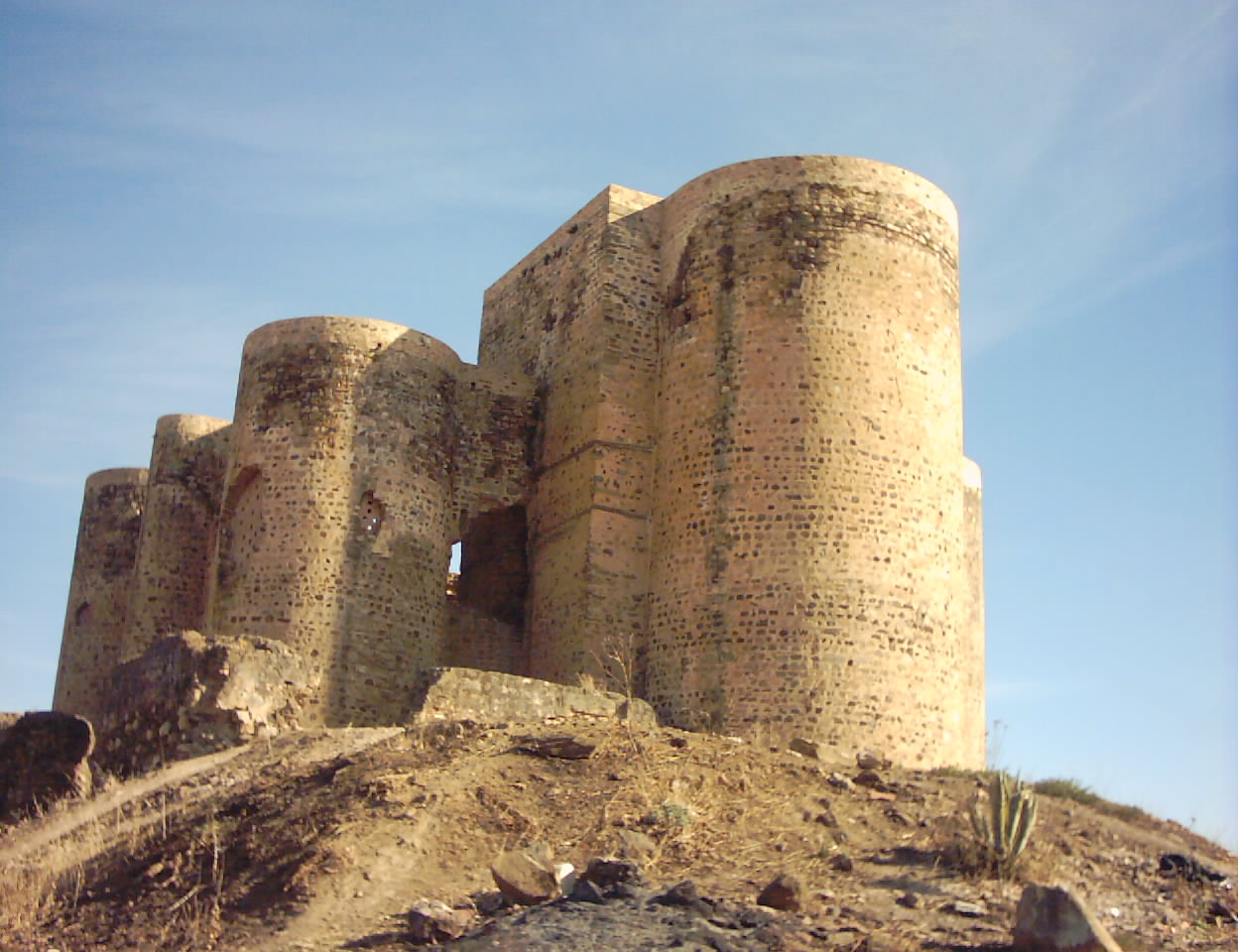
Замок
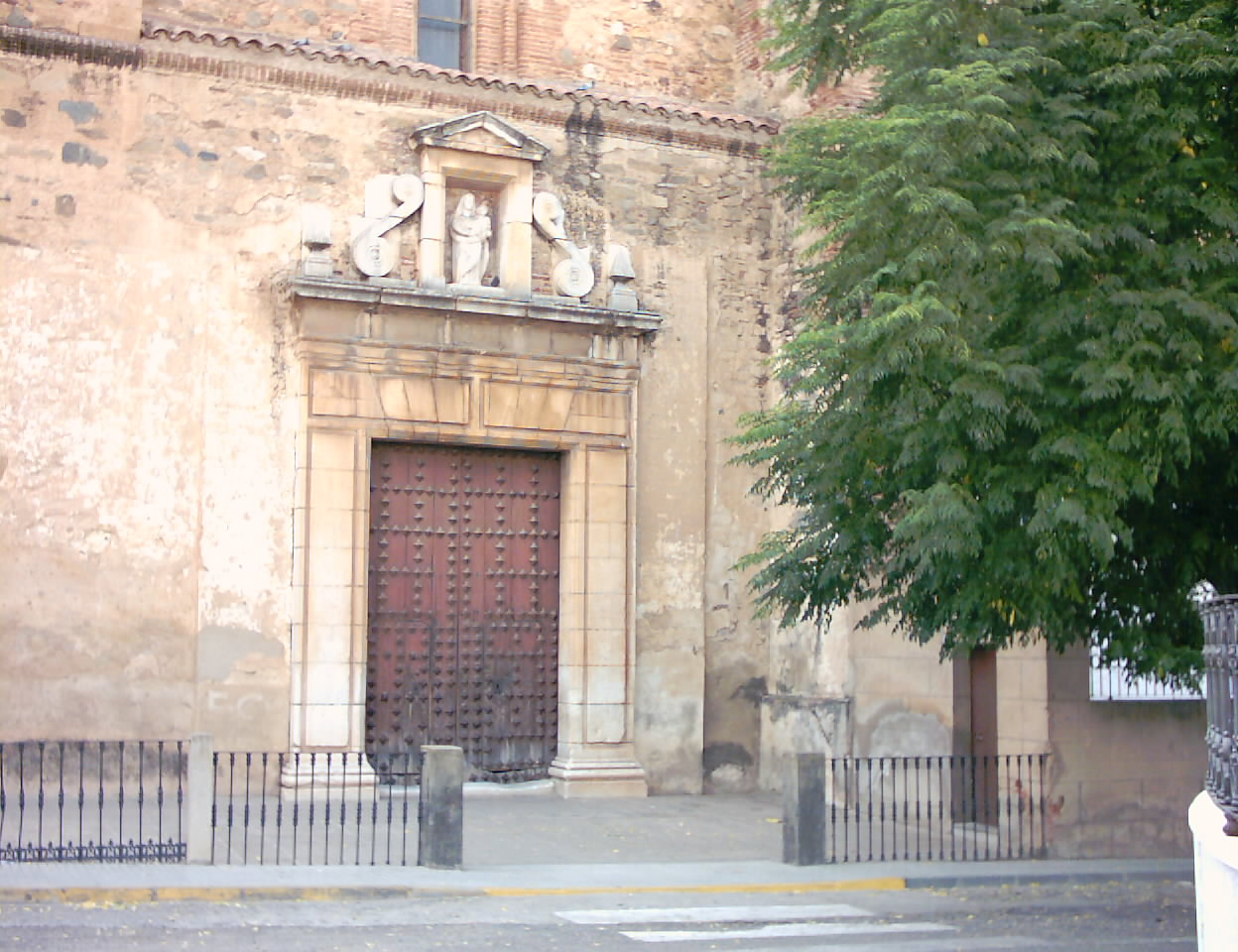
Церква